# Dicerocaryum
Dicerocaryum es un género de plantas de flores de la familia Pedaliaceae. Comprende cuatro especies.

## Especies seleccionadas
- Dicerocaryum eriocarpum
- Dicerocaryum senecioides
- Dicerocaryum sinuatum
- Dicerocaryum zanguebarium

## Sinónimo
- Pretrea